# Stolačko kulturno proljeće
Stolačko kulturno proljeće je hrvatska kulturna manifestacija u Stocu, Hercegovina. Organizira ga ogranak Matice hrvatske iz Stoca. Cilj manifestacije je otkriti kulturno blago stolačkoga kraja, proučavati, čuvati ga i drugima na odgovarajući način predstaviti.

## Vanjske poveznice
- Godišnjak Matice hrvatske Stolac, izdanje 2018.